# Bremar Cup 1973 - Singolare
Il singolare del torneo di tennis Bremar Cup 1973, facente parte dei Tornei di tennis femminili indipendenti nel 1973, ha avuto come vincitrice Virginia Wade che ha battuto in finale Julie Heldman con il punteggio di 6–2, 3–6, 7–5.

## Tabellone

### Legenda
| - Q = Qualificato - WC = Wild card - LL = Lucky loser | - ALT = Alternate - SE = Special Exempt - PR = Protected Ranking | - w/o = Walkover - r = Ritirato - d = Squalificato |

|  | Primo turno    | Primo turno    | Primo turno   | Primo turno | Primo turno |  |  | Semifinali    | Semifinali    | Semifinali    | Semifinali    | Semifinali |   |   | Finale        | Finale        | Finale | Finale | Finale |  |
|  |                |                |               |             |             |  |  |               |               |               |               |            |   |   |               |               |        |        |        |  |
|  | Virginia Wade  | Virginia Wade  | Virginia Wade | 6           | 6           |  |  |               |               |               |               |            |   |   |               |               |        |        |        |  |
|  | Elly Appel     | Elly Appel     | Elly Appel    | 2           | 2           |  |  | Virginia Wade | Virginia Wade | Virginia Wade | 6             | 6          |   |   |               |               |        |        |        |  |
|  | Glynis Coles   | Glynis Coles   | 6             | 3           | 6           |  |  | Glynis Coles  | Glynis Coles  | Glynis Coles  | 1             | 4          |   |   |               |               |        |        |        |  |
|  | Nathalie Fuchs | Nathalie Fuchs | 3             | 6           | 3           |  |  |               |               |               |               |            |   |   | Virginia Wade | Virginia Wade | 6      | 3      | 7      |  |
|  | Jill Cooper    | Jill Cooper    | Jill Cooper   | 6           | 6           |  |  |               |               | Julie Heldman | Julie Heldman | 2          | 6 | 5 |               |               |        |        |        |  |
|  | Ann Kiyomura   | Ann Kiyomura   | Ann Kiyomura  | 4           | 3           |  |  | Jill Cooper   | Jill Cooper   | Jill Cooper   | 3             | 1          |   |   |               |               |        |        |        |  |
|  | Julie Heldman  | Julie Heldman  | Julie Heldman | 6           | 3           |  |  | Julie Heldman | Julie Heldman | Julie Heldman | 6             | 6          |   |   |               |               |        |        |        |  |
|  | Sue Mappin     | Sue Mappin     | Sue Mappin    | 2           | 0r          |  |  |               |               |               |               |            |   |   |               |               |        |        |        |  |